# Liste des planètes mineures non numérotées découvertes en avril 2012
Pour un article plus général, voir Liste des planètes mineures non numérotées découvertes en 2012.
Pour un article plus général, voir Liste des planètes mineures.
Cet article dresse la liste des planètes mineures (astéroïdes, centaures, objets transneptuniens et assimilés) non numérotées découvertes en avril 2012 dans l'ordre de leur découverte.
Au 15 janvier 2025, 661 077 des 1 434 993 planètes mineures répertoriées par le Centre des planètes mineures ne sont pas encore numérotées, soit 46,07 %.

## Rappel concernant la désignation provisoire
La désignation provisoire indique l'ordre de découverte de ces objets. En effet, cette désignation est composée de l'année de découverte (par exemple 2012) suivie de la quinzaine (demi-mois) de découverte (p.e. A = 1-15 janvier) puis de l'ordre de découverte dans cette quinzaine. Cet ordre est indiqué par une lettre et éventuellement un chiffre comme suit : A pour la première découverte, B pour la deuxième, ..., Z pour la 25e (le I n'est pas utilisé pour éviter la confusion avec 1), A1 pour la 26e, B1 pour la 27e, etc. , Z1 pour la 50e, A2 pour la 51e, B2 pour la 52e, etc. L'ordre de la numérotation ne suit donc pas l'ordre alphanumérique. 2012 AA1 suit ainsi 2012 AZ et précède 2012 AB1.

## Liste

### Du1erau 15 avril
- 2012 GC
- 2012 GD
- 2012 GE
- 2012 GK
- 2012 GO
- 2012 GS
- 2012 GT
- 2012 GF1
- 2012 GP1
- 2012 GQ1
- 2012 GR1
- 2012 GT1
- 2012 GU1
- 2012 GV1
- 2012 GY1
- 2012 GC2
- 2012 GD2
- 2012 GK2
- 2012 GR2
- 2012 GK3
- 2012 GL3
- 2012 GS3
- 2012 GY3
- 2012 GE4
- 2012 GO4
- 2012 GP4
- 2012 GU4
- 2012 GA5
- 2012 GB5
- 2012 GC5
- 2012 GD5
- 2012 GE5
- 2012 GH5
- 2012 GK5
- 2012 GM5
- 2012 GP5
- 2012 GS5
- 2012 GT5
- 2012 GZ5
- 2012 GF6
- 2012 GG6
- 2012 GM6
- 2012 GS6
- 2012 GV6
- 2012 GM7
- 2012 GT7
- 2012 GV7
- 2012 GY7
- 2012 GB8
- 2012 GD8
- 2012 GF8
- 2012 GJ8
- 2012 GM8
- 2012 GP8
- 2012 GX8
- 2012 GY8
- 2012 GA9
- 2012 GF9
- 2012 GA10
- 2012 GD10
- 2012 GX10
- 2012 GG11
- 2012 GL11
- 2012 GM11
- 2012 GQ11
- 2012 GT11
- 2012 GU11
- 2012 GV11
- 2012 GW11
- 2012 GX11
- 2012 GY11
- 2012 GA12
- 2012 GG12
- 2012 GL12
- 2012 GM12
- 2012 GZ13
- 2012 GK14
- 2012 GR14
- 2012 GW14
- 2012 GX14
- 2012 GC15
- 2012 GD15
- 2012 GJ15
- 2012 GL15
- 2012 GA16
- 2012 GK16
- 2012 GM16
- 2012 GV16
- 2012 GX16
- 2012 GF17
- 2012 GN17
- 2012 GV17
- 2012 GW17
- 2012 GX17
- 2012 GY17
- 2012 GZ17
- 2012 GB18
- 2012 GH18
- 2012 GK18
- 2012 GO18
- 2012 GX18
- 2012 GZ18
- 2012 GJ19
- 2012 GM20
- 2012 GN20
- 2012 GL21
- 2012 GX21
- 2012 GY21
- 2012 GF22
- 2012 GG22
- 2012 GR22
- 2012 GU23
- 2012 GF25
- 2012 GK25
- 2012 GO26
- 2012 GK27
- 2012 GP27
- 2012 GV27
- 2012 GO28
- 2012 GW28
- 2012 GE29
- 2012 GK29
- 2012 GU29
- 2012 GV29
- 2012 GB30
- 2012 GQ30
- 2012 GN31
- 2012 GT31
- 2012 GC32
- 2012 GL32
- 2012 GQ32
- 2012 GA35
- 2012 GE36
- 2012 GD38
- 2012 GM38
- 2012 GH40
- 2012 GR40
- 2012 GA41
- 2012 GB41
- 2012 GJ41
- 2012 GK41
- 2012 GM41
- 2012 GN41
- 2012 GY41
- 2012 GB42
- 2012 GS42
- 2012 GT42
- 2012 GU42
- 2012 GV42
- 2012 GX42
- 2012 GY42
- 2012 GB43
- 2012 GD43
- 2012 GE43
- 2012 GG43
- 2012 GJ43
- 2012 GL43
- 2012 GM43
- 2012 GO43
- 2012 GP43
- 2012 GQ43
- 2012 GR43
- 2012 GS43
- 2012 GT43
- 2012 GU43
- 2012 GV43
- 2012 GW43
- 2012 GX43
- 2012 GY43
- 2012 GZ43
- 2012 GA44
- 2012 GB44
- 2012 GC44
- 2012 GD44
- 2012 GE44
- 2012 GF44
- 2012 GG44
- 2012 GH44
- 2012 GK44
- 2012 GW44
- 2012 GE45
- 2012 GH45
- 2012 GJ45
- 2012 GK45
- 2012 GM45
- 2012 GN45
- 2012 GO45
- 2012 GP45
- 2012 GR45
- 2012 GS45
- 2012 GU45
- 2012 GW45
- 2012 GX45
- 2012 GA46
- 2012 GC46
- 2012 GD46
- 2012 GE46
- 2012 GF46
- 2012 GH46
- 2012 GN46
- 2012 GP46
- 2012 GT46
- 2012 GU46
- 2012 GV46
- 2012 GW46
- 2012 GX46
- 2012 GY46
- 2012 GZ46
- 2012 GA47
- 2012 GE47
- 2012 GF47
- 2012 GJ47
- 2012 GK47
- 2012 GN47
- 2012 GO47
- 2012 GX47
- 2012 GY47
- 2012 GZ47
- 2012 GA48
- 2012 GD48
- 2012 GF48
- 2012 GG48
- 2012 GH48
- 2012 GJ48
- 2012 GK48
- 2012 GN48
- 2012 GQ48
- 2012 GR48
- 2012 GX48
- 2012 GY48
- 2012 GB49
- 2012 GC49
- 2012 GD49
- 2012 GK49
- 2012 GL49
- 2012 GM49
- 2012 GO49
- 2012 GP49
- 2012 GQ49
- 2012 GR49
- 2012 GS49
- 2012 GT49
- 2012 GU49
- 2012 GW49
- 2012 GX49
- 2012 GZ49
- 2012 GA50
- 2012 GD50
- 2012 GG50
- 2012 GJ50
- 2012 GK50
- 2012 GL50
- 2012 GM50
- 2012 GO50
- 2012 GP50
- 2012 GU50
- 2012 GV50
- 2012 GY50
- 2012 GA51
- 2012 GD51
- 2012 GE51
- 2012 GF51
- 2012 GG51
- 2012 GH51
- 2012 GJ51
- 2012 GK51
- 2012 GL51
- 2012 GN51
- 2012 GO51
- 2012 GT51
- 2012 GU51
- 2012 GV51
- 2012 GW51
- 2012 GX51
- 2012 GZ51
- 2012 GA52
- 2012 GB52
- 2012 GC52
- 2012 GG52
- 2012 GH52
- 2012 GJ52
- 2012 GK52
- 2012 GL52
- 2012 GM52
- 2012 GN52
- 2012 GP52
- 2012 GQ52
- 2012 GS52
- 2012 GT52
- 2012 GU52
- 2012 GV52
- 2012 GW52
- 2012 GX52
- 2012 GY52
- 2012 GA53
- 2012 GB53
- 2012 GC53
- 2012 GD53
- 2012 GE53
- 2012 GG53
- 2012 GH53
- 2012 GJ53
- 2012 GK53
- 2012 GL53
- 2012 GM53
- 2012 GN53
- 2012 GO53
- 2012 GR53
- 2012 GS53
- 2012 GT53
- 2012 GU53
- 2012 GV53
- 2012 GX53
- 2012 GY53
- 2012 GZ53
- 2012 GA54
- 2012 GB54
- 2012 GD54
- 2012 GE54
- 2012 GF54
- 2012 GG54
- 2012 GH54
- 2012 GJ54
- 2012 GK54
- 2012 GL54
- 2012 GN54
- 2012 GO54
- 2012 GP54
- 2012 GR54
- 2012 GS54
- 2012 GU54
- 2012 GV54
- 2012 GX54
- 2012 GY54
- 2012 GZ54
- 2012 GA55
- 2012 GB55
- 2012 GC55
- 2012 GD55
- 2012 GE55
- 2012 GF55
- 2012 GG55
- 2012 GH55

### Du 16 au 30 avril
- 2012 HE
- 2012 HF
- 2012 HK
- 2012 HL
- 2012 HM
- 2012 HN
- 2012 HO
- 2012 HQ
- 2012 HS
- 2012 HB1
- 2012 HD1
- 2012 HL1
- 2012 HN1
- 2012 HR1
- 2012 HW1
- 2012 HX1
- 2012 HY1
- 2012 HA2
- 2012 HB2
- 2012 HD2
- 2012 HE2
- 2012 HF2
- 2012 HG2
- 2012 HK2
- 2012 HL2
- 2012 HM2
- 2012 HN2
- 2012 HQ2
- 2012 HR2
- 2012 HY2
- 2012 HE3
- 2012 HP3
- 2012 HX3
- 2012 HE4
- 2012 HT4
- 2012 HR5
- 2012 HT5
- 2012 HV6
- 2012 HY6
- 2012 HC7
- 2012 HA8
- 2012 HC8
- 2012 HF8
- 2012 HG8
- 2012 HH8
- 2012 HJ8
- 2012 HK8
- 2012 HL8
- 2012 HM8
- 2012 HN8
- 2012 HO8
- 2012 HP8
- 2012 HW8
- 2012 HA10
- 2012 HH10
- 2012 HK10
- 2012 HM10
- 2012 HQ10
- 2012 HS10
- 2012 HE11
- 2012 HJ11
- 2012 HF12
- 2012 HV12
- 2012 HY12
- 2012 HF13
- 2012 HM13
- 2012 HN13
- 2012 HO13
- 2012 HP13
- 2012 HR13
- 2012 HT13
- 2012 HW13
- 2012 HZ13
- 2012 HD14
- 2012 HM14
- 2012 HM15
- 2012 HO15
- 2012 HP15
- 2012 HS15
- 2012 HN16
- 2012 HY16
- 2012 HT18
- 2012 HW18
- 2012 HZ18
- 2012 HD19
- 2012 HP19
- 2012 HV19
- 2012 HC20
- 2012 HD20
- 2012 HH20
- 2012 HL20
- 2012 HM20
- 2012 HA21
- 2012 HB21
- 2012 HG21
- 2012 HB22
- 2012 HA23
- 2012 HK23
- 2012 HC24
- 2012 HE24
- 2012 HF24
- 2012 HO24
- 2012 HQ24
- 2012 HS24
- 2012 HT24
- 2012 HW24
- 2012 HY24
- 2012 HB25
- 2012 HC25
- 2012 HD25
- 2012 HJ25
- 2012 HX25
- 2012 HB26
- 2012 HY26
- 2012 HD28
- 2012 HH28
- 2012 HQ28
- 2012 HY28
- 2012 HG29
- 2012 HO29
- 2012 HS29
- 2012 HX29
- 2012 HY29
- 2012 HC30
- 2012 HJ30
- 2012 HO30
- 2012 HP30
- 2012 HW30
- 2012 HZ30
- 2012 HD31
- 2012 HE31
- 2012 HG31
- 2012 HH31
- 2012 HJ31
- 2012 HK31
- 2012 HL31
- 2012 HP31
- 2012 HH32
- 2012 HK32
- 2012 HL32
- 2012 HO32
- 2012 HP32
- 2012 HR32
- 2012 HH33
- 2012 HL33
- 2012 HM33
- 2012 HP33
- 2012 HX33
- 2012 HZ33
- 2012 HA34
- 2012 HB34
- 2012 HO34
- 2012 HS34
- 2012 HL35
- 2012 HN35
- 2012 HP35
- 2012 HT35
- 2012 HY35
- 2012 HE36
- 2012 HT36
- 2012 HV36
- 2012 HA37
- 2012 HC37
- 2012 HG37
- 2012 HL37
- 2012 HM37
- 2012 HP37
- 2012 HH38
- 2012 HS38
- 2012 HY38
- 2012 HC40
- 2012 HN40
- 2012 HS40
- 2012 HX40
- 2012 HD41
- 2012 HH41
- 2012 HX41
- 2012 HY41
- 2012 HJ42
- 2012 HL42
- 2012 HT42
- 2012 HC43
- 2012 HN43
- 2012 HP43
- 2012 HU43
- 2012 HD44
- 2012 HE44
- 2012 HF44
- 2012 HW44
- 2012 HS45
- 2012 HX45
- 2012 HN46
- 2012 HW46
- 2012 HJ47
- 2012 HC48
- 2012 HG48
- 2012 HE49
- 2012 HN49
- 2012 HB50
- 2012 HC50
- 2012 HG50
- 2012 HJ50
- 2012 HH51
- 2012 HP51
- 2012 HL52
- 2012 HO52
- 2012 HQ52
- 2012 HR52
- 2012 HS52
- 2012 HU52
- 2012 HL54
- 2012 HA55
- 2012 HK55
- 2012 HB56
- 2012 HM58
- 2012 HB59
- 2012 HE59
- 2012 HX59
- 2012 HY59
- 2012 HF60
- 2012 HP60
- 2012 HU60
- 2012 HV60
- 2012 HD63
- 2012 HS63
- 2012 HW63
- 2012 HA64
- 2012 HD64
- 2012 HD65
- 2012 HK65
- 2012 HO65
- 2012 HC66
- 2012 HD67
- 2012 HE67
- 2012 HK67
- 2012 HS68
- 2012 HT68
- 2012 HC69
- 2012 HR69
- 2012 HS69
- 2012 HB70
- 2012 HG70
- 2012 HP71
- 2012 HS71
- 2012 HU71
- 2012 HW71
- 2012 HZ71
- 2012 HA72
- 2012 HJ72
- 2012 HU72
- 2012 HR73
- 2012 HW73
- 2012 HA74
- 2012 HR74
- 2012 HX74
- 2012 HG75
- 2012 HO75
- 2012 HX75
- 2012 HZ75
- 2012 HN76
- 2012 HQ76
- 2012 HZ76
- 2012 HJ77
- 2012 HG78
- 2012 HG80
- 2012 HY80
- 2012 HA81
- 2012 HP82
- 2012 HQ82
- 2012 HU82
- 2012 HX82
- 2012 HC83
- 2012 HH83
- 2012 HJ83
- 2012 HL83
- 2012 HM83
- 2012 HU83
- 2012 HX83
- 2012 HN84
- 2012 HR84
- 2012 HY84
- 2012 HE85
- 2012 HO85
- 2012 HC86
- 2012 HE86
- 2012 HG86
- 2012 HK86
- 2012 HN86
- 2012 HW86
- 2012 HZ86
- 2012 HB87
- 2012 HC87
- 2012 HW87
- 2012 HC88
- 2012 HL88
- 2012 HR88
- 2012 HE89
- 2012 HF89
- 2012 HG89
- 2012 HH89
- 2012 HK89
- 2012 HT89
- 2012 HV89
- 2012 HX89
- 2012 HC90
- 2012 HD90
- 2012 HF90
- 2012 HG90
- 2012 HH90
- 2012 HL90
- 2012 HM90
- 2012 HO90
- 2012 HR90
- 2012 HS90
- 2012 HV90
- 2012 HX90
- 2012 HY90
- 2012 HZ90
- 2012 HB91
- 2012 HD91
- 2012 HE91
- 2012 HF91
- 2012 HG91
- 2012 HL91
- 2012 HN91
- 2012 HO91
- 2012 HQ91
- 2012 HR91
- 2012 HS91
- 2012 HT91
- 2012 HV91
- 2012 HX91
- 2012 HZ91
- 2012 HB92
- 2012 HD92
- 2012 HE92
- 2012 HG92
- 2012 HH92
- 2012 HJ92
- 2012 HK92
- 2012 HL92
- 2012 HM92
- 2012 HN92
- 2012 HP92
- 2012 HQ92
- 2012 HR92
- 2012 HS92
- 2012 HT92
- 2012 HV92
- 2012 HW92
- 2012 HZ92
- 2012 HB93
- 2012 HC93
- 2012 HD93
- 2012 HE93
- 2012 HG93
- 2012 HH93
- 2012 HK93
- 2012 HL93
- 2012 HN93
- 2012 HQ93
- 2012 HT93
- 2012 HY93
- 2012 HB94
- 2012 HH94
- 2012 HK94
- 2012 HL94
- 2012 HM94
- 2012 HN94
- 2012 HO94
- 2012 HP94
- 2012 HR94
- 2012 HT94
- 2012 HU94
- 2012 HX94
- 2012 HA95
- 2012 HC95
- 2012 HD95
- 2012 HF95
- 2012 HG95
- 2012 HH95
- 2012 HJ95
- 2012 HK95
- 2012 HL95
- 2012 HM95
- 2012 HN95
- 2012 HO95
- 2012 HP95
- 2012 HQ95
- 2012 HS95
- 2012 HU95
- 2012 HW95
- 2012 HX95
- 2012 HZ95
- 2012 HA96
- 2012 HC96
- 2012 HE96
- 2012 HG96
- 2012 HH96
- 2012 HK96
- 2012 HL96
- 2012 HM96
- 2012 HN96
- 2012 HO96
- 2012 HP96
- 2012 HQ96
- 2012 HR96
- 2012 HA97
- 2012 HC97
- 2012 HD97
- 2012 HE97
- 2012 HF97
- 2012 HG97
- 2012 HJ97
- 2012 HK97
- 2012 HN97
- 2012 HO97
- 2012 HS97
- 2012 HU97
- 2012 HV97
- 2012 HW97
- 2012 HX97
- 2012 HZ97
- 2012 HF98
- 2012 HG98
- 2012 HH98
- 2012 HJ98
- 2012 HK98
- 2012 HL98
- 2012 HM98
- 2012 HP98
- 2012 HQ98
- 2012 HX98
- 2012 HF99
- 2012 HL99
- 2012 HM99
- 2012 HN99
- 2012 HO99
- 2012 HP99
- 2012 HQ99
- 2012 HR99
- 2012 HS99
- 2012 HT99
- 2012 HU99
- 2012 HW99
- 2012 HX99
- 2012 HC100
- 2012 HG100
- 2012 HK100
- 2012 HL100
- 2012 HM100
- 2012 HN100
- 2012 HS100
- 2012 HV100
- 2012 HW100
- 2012 HX100
- 2012 HY100
- 2012 HB101
- 2012 HE101
- 2012 HG101
- 2012 HH101
- 2012 HP101
- 2012 HQ101
- 2012 HT101
- 2012 HV101
- 2012 HX101
- 2012 HY101
- 2012 HA102
- 2012 HB102
- 2012 HD102
- 2012 HE102
- 2012 HG102
- 2012 HK102
- 2012 HN102
- 2012 HO102
- 2012 HQ102
- 2012 HR102
- 2012 HT102
- 2012 HU102
- 2012 HV102
- 2012 HW102
- 2012 HX102
- 2012 HY102
- 2012 HZ102
- 2012 HD103
- 2012 HG103
- 2012 HL103
- 2012 HM103
- 2012 HN103
- 2012 HO103
- 2012 HQ103
- 2012 HR103
- 2012 HX103
- 2012 HY103
- 2012 HZ103
- 2012 HB104
- 2012 HC104
- 2012 HD104
- 2012 HE104
- 2012 HJ104
- 2012 HL104
- 2012 HM104
- 2012 HN104
- 2012 HO104
- 2012 HP104
- 2012 HQ104
- 2012 HS104
- 2012 HT104
- 2012 HX104
- 2012 HY104
- 2012 HZ104
- 2012 HA105
- 2012 HD105
- 2012 HE105
- 2012 HF105
- 2012 HG105
- 2012 HH105
- 2012 HK105
- 2012 HO105
- 2012 HQ105
- 2012 HR105
- 2012 HS105
- 2012 HT105
- 2012 HX105
- 2012 HY105
- 2012 HZ105
- 2012 HA106
- 2012 HB106
- 2012 HE106
- 2012 HF106
- 2012 HG106
- 2012 HJ106
- 2012 HL106
- 2012 HM106
- 2012 HN106
- 2012 HO106
- 2012 HP106
- 2012 HQ106
- 2012 HT106
- 2012 HU106
- 2012 HW106
- 2012 HY106
- 2012 HA107
- 2012 HB107
- 2012 HC107
- 2012 HD107
- 2012 HE107
- 2012 HJ107
- 2012 HM107
- 2012 HN107
- 2012 HO107
- 2012 HP107
- 2012 HQ107
- 2012 HS107
- 2012 HV107
- 2012 HW107
- 2012 HY107
- 2012 HZ107
- 2012 HA108
- 2012 HC108
- 2012 HE108
- 2012 HF108
- 2012 HG108
- 2012 HH108
- 2012 HJ108
- 2012 HK108
- 2012 HN108
- 2012 HO108
- 2012 HP108
- 2012 HQ108
- 2012 HS108
- 2012 HT108
- 2012 HU108
- 2012 HV108
- 2012 HW108
- 2012 HX108
- 2012 HY108
- 2012 HG109
- 2012 HH109
- 2012 HJ109
- 2012 HL109
- 2012 HN109
- 2012 HO109
- 2012 HP109
- 2012 HS109
- 2012 HT109
- 2012 HU109
- 2012 HX109
- 2012 HY109
- 2012 HB110
- 2012 HD110
- 2012 HE110
- 2012 HF110
- 2012 HJ110
- 2012 HK110
- 2012 HL110
- 2012 HM110
- 2012 HN110
- 2012 HP110
- 2012 HQ110
- 2012 HR110
- 2012 HS110
- 2012 HT110
- 2012 HW110
- 2012 HX110
- 2012 HY110
- 2012 HZ110
- 2012 HB111
- 2012 HC111
- 2012 HD111
- 2012 HE111
- 2012 HF111
- 2012 HG111
- 2012 HH111
- 2012 HK111
- 2012 HM111
- 2012 HR111
- 2012 HS111
- 2012 HT111
- 2012 HU111
- 2012 HV111
- 2012 HW111
- 2012 HX111
- 2012 HY111
- 2012 HA112
- 2012 HB112
- 2012 HC112
- 2012 HD112
- 2012 HE112
- 2012 HF112
- 2012 HG112
- 2012 HH112
- 2012 HJ112
- 2012 HK112
- 2012 HL112
- 2012 HM112
- 2012 HP112
- 2012 HQ112
- 2012 HR112
- 2012 HS112
- 2012 HT112
- 2012 HU112
- 2012 HV112
- 2012 HW112
- 2012 HX112
- 2012 HY112
- 2012 HA113
- 2012 HB113
- 2012 HC113
- 2012 HE113
- 2012 HF113
- 2012 HG113
- 2012 HH113
- 2012 HK113
- 2012 HL113
- 2012 HP113
- 2012 HQ113
- 2012 HR113
- 2012 HS113
- 2012 HT113
- 2012 HU113
- 2012 HV113
- 2012 HW113
- 2012 HX113
- 2012 HY113
- 2012 HA114
- 2012 HB114
- 2012 HC114
- 2012 HD114
- 2012 HE114
- 2012 HF114
- 2012 HH114
- 2012 HJ114
- 2012 HK114
- 2012 HL114
- 2012 HM114
- 2012 HN114
- 2012 HO114
- 2012 HP114
- 2012 HQ114
- 2012 HR114
- 2012 HS114
- 2012 HT114
- 2012 HU114
- 2012 HV114
- 2012 HW114
- 2012 HX114
- 2012 HY114
- 2012 HZ114
- 2012 HA115
- 2012 HB115
- 2012 HD115
- 2012 HE115
- 2012 HF115
- 2012 HG115
- 2012 HH115
- 2012 HJ115
- 2012 HK115
- 2012 HL115
- 2012 HM115
- 2012 HN115
- 2012 HO115
- 2012 HP115
- 2012 HQ115
- 2012 HR115
- 2012 HS115
- 2012 HT115
- 2012 HU115
- 2012 HV115
- 2012 HW115
- 2012 HX115
- 2012 HY115
- 2012 HZ115
- 2012 HA116
- 2012 HB116
- 2012 HC116
- 2012 HD116
- 2012 HE116
- 2012 HF116
- 2012 HG116
- 2012 HH116
- 2012 HJ116
- 2012 HK116
- 2012 HN116
- 2012 HP116
- 2012 HQ116
- 2012 HS116
- 2012 HT116
- 2012 HU116
- 2012 HV116
- 2012 HW116
- 2012 HX116
- 2012 HA117
- 2012 HB117
- 2012 HC117
- 2012 HD117
- 2012 HE117
- 2012 HF117
- 2012 HG117
- 2012 HH117
- 2012 HJ117
- 2012 HK117
- 2012 HL117
- 2012 HM117
- 2012 HN117
- 2012 HO117
- 2012 HQ117
- 2012 HR117
- 2012 HS117
- 2012 HU117
- 2012 HV117
- 2012 HW117
- 2012 HY117
- 2012 HA118
- 2012 HB118
- 2012 HC118
- 2012 HD118
- 2012 HE118
- 2012 HF118
- 2012 HG118
- 2012 HH118
- 2012 HJ118
- 2012 HK118
- 2012 HL118
- 2012 HM118
- 2012 HN118
- 2012 HP118
- 2012 HQ118
- 2012 HR118
- 2012 HS118
- 2012 HT118
- 2012 HU118
- 2012 HV118
- 2012 HW118
- 2012 HX118
- 2012 HY118
- 2012 HZ118
- 2012 HA119
- 2012 HB119
- 2012 HC119
- 2012 HD119
- 2012 HE119
- 2012 HF119
- 2012 HG119